# Momodu Mutairu
Momodu Mutairu (sinh ngày 2 tháng 9 năm 1975) là một cầu thủ bóng đá người Nigeria.

## Đội tuyển bóng đá quốc gia Nigeria
Momodu Mutairu thi đấu cho đội tuyển bóng đá quốc gia Nigeria từ năm 1995.

## Thống kê sự nghiệp
| Đội tuyển bóng đá Nigeria | Đội tuyển bóng đá Nigeria | Đội tuyển bóng đá Nigeria |
| Năm                       | Trận                      | Bàn                       |
| ------------------------- | ------------------------- | ------------------------- |
| 1995                      | 2                         | 0                         |
| Tổng cộng                 | 2                         | 0                         |